# Бруно Муджелліні
Бруно Муджелліні (італ. Bruno Mugellini 24 грудня 1871, Потенца-Пічена — 15 січня 1912, Болонья) — італійський піаніст, композитор і музичний педагог. В наш час знаний передусім своїми педагогічними редакціями відомих творів Й. С. Баха, які втратили свою актуальність в контексті розвитку сучасного автентичного виконавства. 

## Біографія
Навчався в Болоньї у Ґуставо Тофан (фортеп'яно) і Джузеппе Мартуччі (композиція), згодом вчився у  Ферруччо Бузоні, разом з Еґоном Петрі допомагав своєму вчителеві в підготовці відомого видання всіх клавірних творів Йоганна Себастьяна Баха. Концертував як соліст та артист камерних ансамблів, керував в Болоньї квінтетом Муджелліні, в якому грав на альті Отторіно Респіґі. З 1898 року викладав в Болонському музичному ліцеї, з 1911 та до кінця життя очолював його. Автор відомого посібника «Метод технічних вправ» (італ. Metodo di esercizi tecnici; 1911). З-поміж композицій Муджелліні найбільший успіх мала симфонічна поема для хору та оркестру «До джерела Клітумна» (італ. Alle Fonti del Clitunno, за однойменним віршем Джозуе Кардуччі), відзначена в 1899 році першою премією на міланському конкурсі.
Іменем Муджелліні названий театр в його рідному місті.